# Гладосове
Гладо́сове — селище Світлодарської міської громади Бахмутського району Донецької області, Україна. Населення становить 121 особу. Відстань до Горлівки становить близько 20 км і проходить автошляхом місцевого значення.

## Населення
За даними перепису 2001 року населення селища становило 121 особу, із них 81,82% зазначили рідною мову українську, 18,18% — російську.

## Історія

### Війна на сході України
За повідомленням штабу АТО, у 20-х числах листопада 2017 р. із села були вибиті російські підрозділи, воно контролювалося Україною до серпня 2022 року.

### Зміна адміністративно-територіального підпорядкування
28 травня 2019 року селище, яке до того входило до Гольмівської селищної ради Микитівського району Горлівської міської ради, передане до складу Бахмутського району.